# Dobra Czytanka wg św. ziom’a Janka
Dobra Czytanka wg św. ziom’a Janka – eksperymentalna adaptacja Ewangelii św. Jana na polski język młodzieżowy. Wydana została w Warszawie w lipcu 2006 (wydawnictwo Selah Time, ISBN 83-923265-0-4).

## Idea adaptacji
Autorkami są Asia Rafał, Basia Sieradz i Beata Lasota. Z upływem czasu w ramach projektu powstała młodzieżowa grupa o nazwie Ekipa Zioma Janka. Zwolennicy przekładu wskazują na jego rolę ewangelizacyjną w środowiskach, które zwykle nie są otwarte na Pismo Święte.
Źródłem przekładu były: Biblia warszawska, Biblia Tysiąclecia i Biblia gdańska. Język przekładu jest potoczny i slangowy, nawiązuje do subkultury hip-hopowej.
Jak twierdzą autorzy, przekład miał charakter eksperymentu, „pół żartem, pół serio”, dopiero powodzenie pierwszych kopii skłoniło ich do oficjalnego wydania.

## Krytyka
Przeciwnicy zarzucają ośmieszanie tekstu biblijnego, poprzez jego zupełną desakralizację. Krytycznie na temat przekładu wypowiedziała się Rada Języka Polskiego.

## Fragment przekładu
Musiał przebić się przez Samarię. Kiedy dotarł do samarytańskiej wioski (Sychar) blisko działki, którą Jakub odpalił swojemu synowi Józkowi, była tam studnia Jakuba, więc Jezus zmachany podróżą, glebnął se przy niej. To było koło południa. A tu wbija się samarytańska laska, żeby nabrać wody. Jezus zagaił do niej: Dasz mi się napić? Bo jego ekipa poszła do miasta, żeby kupić żarcie.
Ewangelia Jana 4:4-8